# Đảo Ngân Long
đảo Ngân Long (tiếng Trung: 银龙岛; Hán-Việt: Ngân Long đảo; bính âm: Yínlóng Dǎo; tiếng Nga: остров Тарабаров, chuyển tự: ostrov Tarabarov) là một đảo chính trong 93 đảo và bãi cát lớn nhỏ ở khu vực hợp lưu giữa sông Amur (Hắc Long Giang) và sông Ussuri (Ô Tô Lý Giang).
Đảo Ngân Long cùng với đảo Hắc Hạt Tử (Bolshoy Ussuriysky) và các đảo xung quanh do Liên Xô kiểm soát trên thực tế sau xung đột Trung-Xô năm 1929. Sau khi Liên Xô sụp đổ, đảo thuộc quyền kiểm soát của Liên bang Nga. Tuy nhiên, Trung Quốc cũng tuyên bố chủ quyền đối với đảo Ngân Long và các đảo xung quanh này.
Theo Hiệp định bổ sung đoạn phía đông biên giới Trung-Nga ký kết tại Bắc Kinh vào năm 2004 giữa Ngoại trưởng Trung Quốc Lý Triệu Tinh và Ngoại trưởng Nga Sergey Lavrov, toàn bộ đảo Ngân Long, gần một nửa đảo Hắc Hạt Tử và một số đảo nhỏ khác được xác định thuộc chủ quyền của Trung Quốc. Đảo được Nga chuyển giao chính thức cho Trung Quốc từ năm 2008.